# Peter Johnstone (Fußballspieler)
Peter Johnstone (* 30. Dezember 1887 in Cowdenbeath, Schottland; † zwischen dem 12. und 16. Mai 1917 bei Arras, Frankreich) war ein schottischer Fußballspieler. In seiner Karriere als Fußballspieler gewann er mit Celtic Glasgow zahlreiche Titel in Schottland.

## Karriere
Peter Johnstone wurde im Dezember 1887 in Cowdenbeath, etwa 30 km entfernt von der schottischen Hauptstadt Edinburgh geboren. Der im Beruf als Bergmann arbeitende Johnstone wechselte im Januar 1908 vom Bergarbeiterverein Glengraig zu Celtic Glasgow. Mit Celtic gewann Johnstone bis zum Jahr 1916 fünfmal die Schottische Meisterschaft und dreimal den Schottischen Pokal. Dabei lief er in insgesamt 228 Pflichtspielen auf (211 Ligaspiele, 17 Pokalspiele) und erzielte dabei 24 Tore (22 Ligatore, 2 Pokaltore).

## Tod
Als Soldat im Regiment der Seaforth Highlanders in der britischen Armee starb er im Ersten Weltkrieg während der Schlacht bei Arras in Frankreich. Sein Grab befindet sich auf dem Soldatenfriedhof in Arras.
Er hinterließ seine Ehefrau und zwei Kinder.

## Erfolge
mit Celtic Glasgow:
- Glasgow Cup: 1910, 1916, 1917
- Schottischer Pokalsieger: 1911, 1912, 1914
- Schottischer Meister: 1909, 1910, 1914, 1915, 1916